# Zagreb Open 1996
Lo Zagreb Open 1996 è stato un torneo di tennis facente parte della categoria ATP Challenger Series nell'ambito dell'ATP Challenger Series 1996. Il torneo si è giocato a Zagabria in Croazia dal 10 al 16 giugno 1996 su campi in terra rossa.

## Vincitori

### Singolare
Sargis Sargsian ha battuto in finale  Marcos Górriz con il punteggio di 6–4, 6–4

### Doppio
Donald Johnson /  Jack Waite hanno battuto in finale  Clinton Ferreira /  Andrei Pavel con il punteggio di 3–6, 6–1, 6–0